# Кангюй
Кангюй или Кангха (кит. трад. 康居, пиньинь kāngjū, палл. Канцзюй, др.-кит. khāŋka) — название древнего государства (не ранее рубежа IV и III веков до н. э. — IV век н. э.) в Мавераннахре, на два-три века ставшего второй по мощи силой в регионе после юэчжей. Его население, кангюи (кит. трад. 康, пиньинь Kāng), были ираноязычным народом. Кангюи, вероятно, были родственны другим древнеиранским народам, таким как усуни и другие. К западу от державы Кангюй обитали сармато-аланские племена (Яньцай), к востоку (в Семиречье) — усуни. На юге Кангюй граничили с Ферганой.

## География
Государство Кангюй контролировало регион между рекой Талас и низовьями реки Чу, доходя до области Шаш на юге и до низовий Сырдарьи на севере. Кангюй занимал обширные пространства в среднеазиатском междуречье от Ташкентского оазиса до Хорезма; владения его были сосредоточены в долине р. Сырдарьи от низовьев и до Ташкента, коренные же земли размещались по среднему течению до рек Сарысу, Чу, гор Улутау.
От кангюйцев остался ряд оседлых поселений, ныне относимый археологами к джетыасарской культуре. Ставка кангюйского правителя находилась в городе Битянь, расположенном в 900 км к северо-западу от города Эрши — столицы государства Давань, занимавшего часть Ферганской долины.

## Этническое происхождение

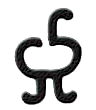
Тамга Кангюя

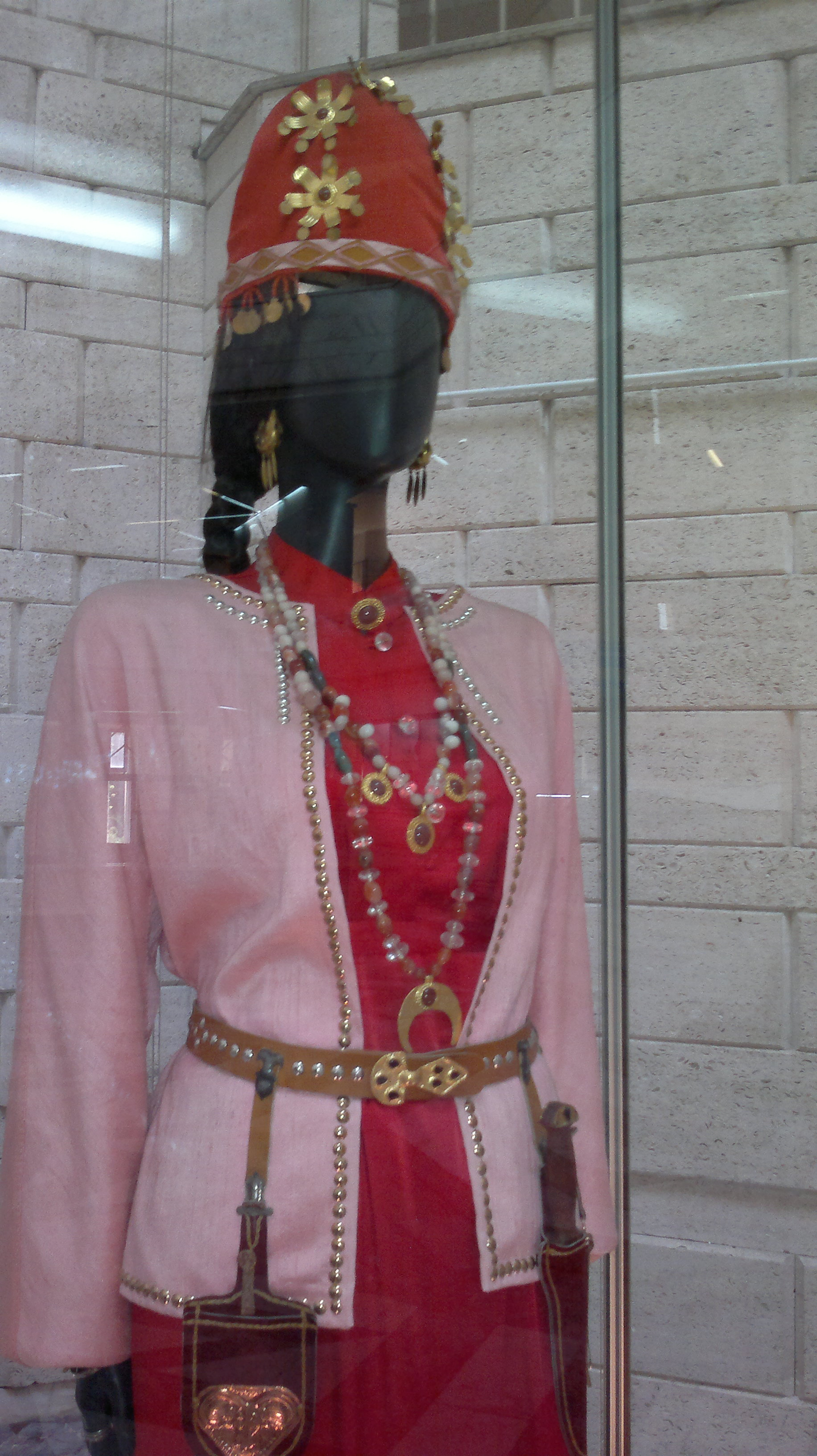
Одежда и украшения женщины государства Кангюй. II в. до. н. э. — IV в. н. э. А. Н. Подушкина

Кангюи были индоевропейцами и вероятно идентичны согдийцам.
Древний иранский народ кангюев, который сформировался на основе группы сакских племён присырдарьинских районов, в III веке до н. э. создал своё государство, известное под названием Кангха — Кангюй.
По иной версии, в процессе движения на запад после поражения, нанесённого хунну, от юэчжей отделилась часть племён и, закрепившись на землях Кангюя, образовала правящий дом этого государства.
Посетивший эти места во II в. до н. э. Чжан Цянь описывает Кангюй как крупное государство, хотя и населённое кочевыми племенами, но имеющее и города.
Как отмечает Л. Н. Гумилёв:

«Населён Кангюй был, по-видимому, редко, так как Чжан Цянь указывает число войска в 90 тыс. человек, то есть взрослых мужчин, что обычно составляет 20 % населения. Следовательно, кангюйцев было около 600 тысяч. Эта цифра немалая для тех времён. Почти столько же было персов в эпоху Кира и лишь вдвое больше греков».
Галкина Е. С. считала Кангюй алано-сарматским государством, называя его очагом этногенеза аланских племён.
Учёные историки исследователи соотносят Кангюй с тюркоязычными общностями. Так, Малявкин А. Г. считал, что государство Канцзюй было создано кочевниками, по-видимому тюркоязычными, которые поставили под свой контроль население оседлых земледельческих районов. По мнению А. М. Бернштама, кангюйцы на рубеже н. э. были тюркоязычным народом.
Согласно же господствующему в современном научном мейнстриме мнению, кангюйцы принадлежали к кругу иранских скотоводческих или полускотоводческих племён, и лишь в середине I тыс. н. э. под влиянием переселения на Сырдарью тюркских племён стали менять свой этнический облик и язык. Так, Б. А. Литвинский считал, что кангюйцы, являвшиеся потомками ираноязычных саков, были в дальнейшем ассимилированы тюркскими племенами, пришедшими с востока Евразии. По мнению К. Шаниязова, ираноязычные кангюйцы, слившись с кочевыми тюркоязычными племенами, составили ранний тюркоязычный пласт оседлого населения Согда и Средней Сырдарьи.

## История

### Рядовое владение «Западного края»

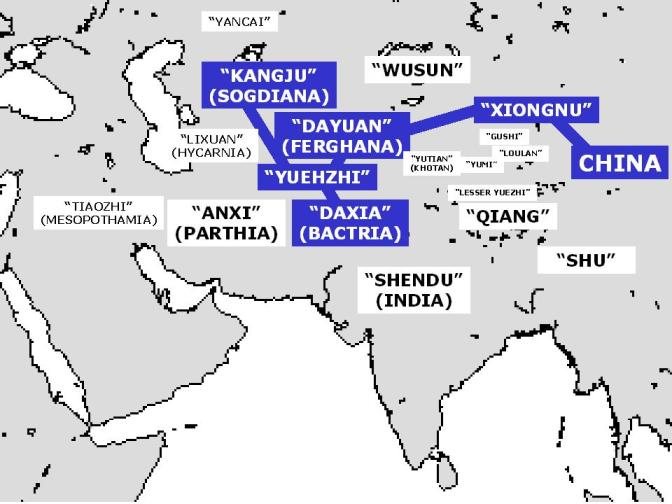
Страны, описанные в отчёте Чжан Цяня (II в. до н. э.). Кангюй (Kangju) отождествлён с Согдом

История Кангюев в легенде восходит к временам Авесты, где Кангха упоминается как столица империи
Владением кангюев был Шаш (область), а Канка, возможно — первой столицей.

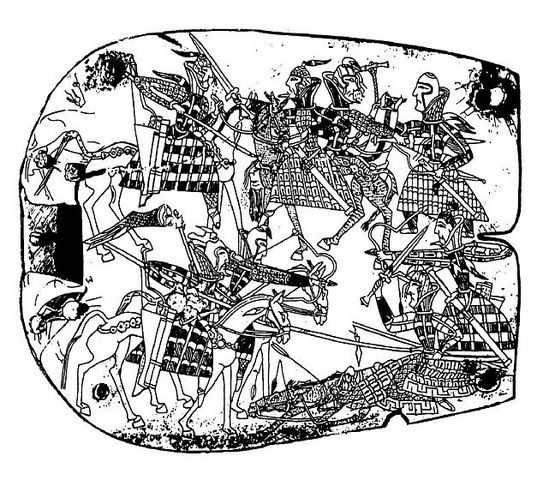
Орлатские пластины

Во II веке до н. э. кангюйцы приняли участие в разгроме Греко-Бактрийского царства. С. П. Толстов катафрактариев связывал с Кангюем. Против этого выступила Г. А. Пугаченкова, отметившая, что при раскопках памятников древнего Хорезма (куда Толстов помешал центр Канцзюя) последних веков до н. э. следов тяжёлого доспеха обнаружено не было. Вместе с тем, на нижней Сырдарье в слоях Чирик-Рабатской культуры найдены железные пластины панциря.
Кангюй поддерживал активные межгосударственные контакты с Китаем, постоянно укреплялось династийными браками, где традиционными являлась выдача кангюйским юношам невест из среды правящей элиты из Китая.
По сведениям Чжан Цяня обычаи сходны с юэчжийскими. Могут собрать 80-90 тыс. войска. Позже китайские послы обнаружили, что ставка правителя находится в земле Лэюэни (樂越匿) и называется Битянь (卑闐) — это зимняя ставка, а летняя в 7 днях пути. Всего страна 9104 ли в окружности, 120 000 семей, 600 000 человек, из них 120 000 воинов. По крайней мере частично вассален державе Хунну.

### Усиление и гегемония в Междуречье
В 49 году до н. э. пристанище в Кангюе нашёл мятежный хуннский князь Чжи-чжи (также Чжи-чжи-шаньюй). Он был убит китайскими войсками в Таласской битве. Наместник Го Шунь (郭舜) советовал императору разорвать все контакты с надменными и вероломными кангюйцами, но император дорожил международными связями и не стал этого делать.
В период наибольшего могущества в зависимости от Кангюя состояло 5 вассальных княжеств: Сусюэ (蘇薤), Фумо (附墨), Юни (窳匿), Цзи (罽), Аоцзянь (奧鞬). Однако локализация их остаётся спорной.
Позже в китайских хрониках именовалось Чжэшэ (者舌). С 438 года поддерживали дипломатические отношения с Тоба Вэй.

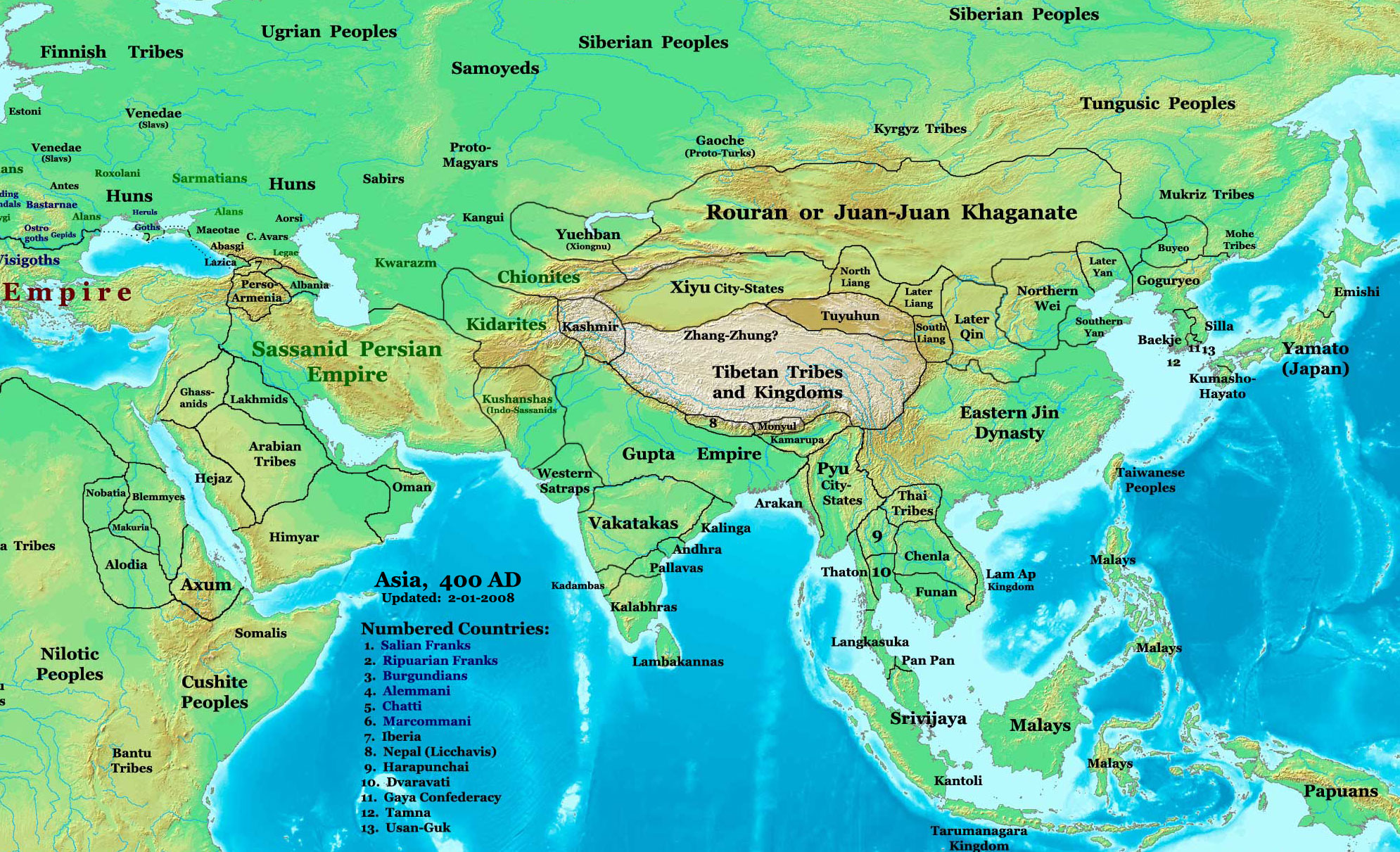
Кангюй между Аральским морем, Хорезмом, хионитами, Юэбань и прото-мадьярами (около 400 г. н. э.).

Правящая династия, происходящая от Юэчжей, не сменялась на протяжении веков со времён Хань и до Тоба Вэй (VI в. н. э.). Род правителей записывалась китайцами как Вэнь (溫). Многочисленные ответвления этого рода правят в своих княжествах и носят фамилию Чжао-у (昭武). Верховный правитель всегда носит тронное имя Фуби (夫畢). Он носит шапочку с 7 драгоценными камнями, одежду из узорчатого шёлка, тюль, парчу, вышивку, хлопчатобумажные ткани. В жёны кангюйский ван (Цюймучжи 屈木支) получает дочь Тюркского кагана. Она покрывает голову чёрным платком. Ставкой служит многолюдный город Алуди (阿祿迪) на реке Сабао (薩寶水). Есть храм предков (祖廟), где приносят жертвы в 6-м месяце. При этом присутствуют правителя соседних стран.
Жители главным образом кочуют, но земледелие и садоводство, причём очень развитое, также имеется.
Есть три чиновника, которые ведут государственные дела. Мужчины стригут волосы и носят парчовые халаты. Глаза у них посажены глубоко, имеют высокие носы (по китайским понятиям), носят усы или бороды. Хорошие торговцы, пользуются удобством своей страны и приглашают купцов из других стран. Имеют музыкальные инструменты: различные барабаны, пипу, пятиструнную лютню (五弦), арфу-кунхоу (箜篌). Свадьбы и похороны справляют как и тюрки. Приняли буддийскую дхарму, но также поклоняются Ормазду. Пользуются варварским письмом (胡書). Имеют свои «варварские законы» (胡律), которые хранят в храме (祅祠, возможно имеется в виду храм Ормазда). Есть степени наказаний: истребление рода, смертная казнь.
Производят: лошадей, верблюдов, ослов, горбатых быков, золото, нашатырь, благовония разных сортов, меха, парча. Делают виноградное вино, которое в домах богачей хранится много лет в огромных количествах.
Присылали посольство в царствование Суй Ян-ди.

### Падение
В правление Ли Шиминя кангюйцы несколько раз предлагали вступить в танское подданство, но император решил, что отправлять войска так далеко на запад будет тягостно для народа.
После эпохи Хань лексическая форма «Канзюй» в текстах китайских исторических источников начинает постепенно вытесняться наименованием «Кан», что фиксирует, вероятно, начавшийся с конца IV — начала III века процесс медленного распад мини-империи Кангюй на ряд крупных политических субъектов, одним из которых стало государство Алань (бывшее владение Яньцай).
В III в. н. э. Кангха была завоёвана кочевыми племенами. В середине V в. о Кангюе сообщается уже как о мелком владении среди нескольких десятков других, подчинившихся эфталитам.

## Культура

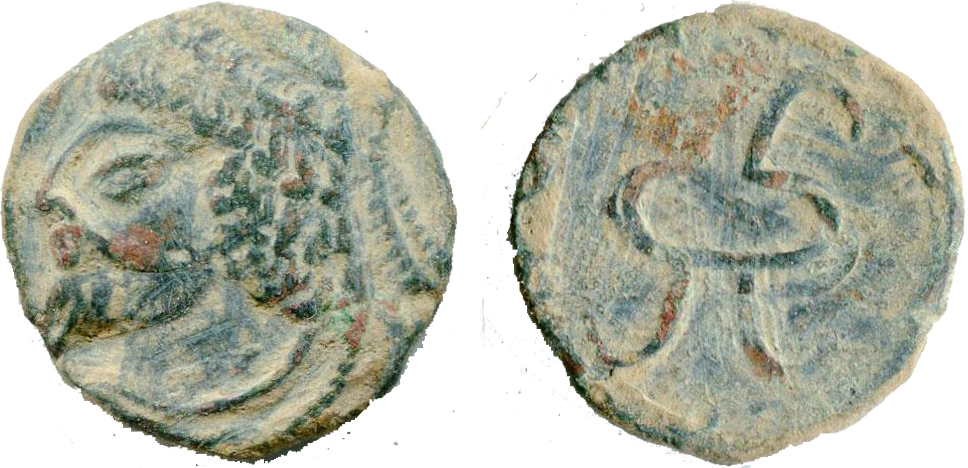
Монета Кангюя: правитель Ванван Чача (аверс); тамга Кангюя (реверс)

Кангюйцы использовали согдийскую письменность. В древнем городище Культобе найдены глиняные таблички с согдийскими надписями ранее III века н. э.
Культобинская письменность после дешифровки определена как алфавитная, строчная, арамейская, которая также включает идеограммы. Она маркирует один из восточных диалектов древнеиранского языка. Палеографический и лингвистический анализ культобинского письма показал, что оно датируется II — началом III века н. э., то есть более чем на век древнее так называемых «Старых согдийских писем».
Жители Кангюя освоили технологии железного века. Большую роль играла охота и полукочевое скотоводство. Население разводило крупный рогатый скот, овец, лошадей, коз. Вместе с тем было развито богарно-лиманное земледелие, огородничество. Землю обрабатывали при помощи каменных мотыг. Также использовались костяные земледельческие орудия. Широко применялись простейшие формы ирригации. В районе Джетыасара обнаружены арыки длиной 40—50 м, небольшие каналы и водохранилища, развалины дамб.
Кангюйские поселения располагались в основном по берегам рек и протоков. Они состояли из десятков жилых и хозяйственных строений, были укреплены крепостными стенами и рвами, наполненными водой. В состав поселений входили сложные по архитектуре дворцовые комплексы и монументальные кирпичные постройки, украшенные красочными настенными росписями. В числе домашних промыслов были кузнечное и гончарное дело, изготовление ювелирных изделий, обработка камня и кости. Кангюйцы вели торговлю со среднеазиатскими государствами, с народами Закавказья, Римом и Китаем. При раскопках поселений в жилых и хозяйственных помещениях обнаружено множество хумов для хранения зерна и бахчевых культур, зернотёрок, зерновых ям.
Армию составляли всадники, вооружённые луком и стрелами, копьями и мечами (см. Орлатские пластины).
В «Цзинь шу», династийной истории, составленной в VII в., имеется описание Кангюя:

Государство Канцзюй находится к северо-западу от Давань [на расстоянии] около 2000 ли, граничит с Суи и Иле, его правитель живёт в городе Сусе, нравы и внешний облик и одежда схожи с даваньскими. Земли хорошие, богатые. Имеются разные деревья и виноград. Много быков и овец. Производят хороших коней. В годы правления Тай-ши (265—274 гг.), его правитель Наби прислал послов [с представлением?], преподнёс добрых лошадей— [Цзинь шу, т. 5, с. 5496664

## Правители
- Наби (правитель) (III век)

Китайские источники сообщают, что правители в государстве Кангюй носили название «Чао-ву» («Чжао’у» в переводах А. Г. Малявкина) — вероятно, ябгу, восходящее к кушанскому «явуга».
Однако некоторые исследователи сомневаются в правдивости этого факта, так как это название у правящего дома Кан появляется только в своде Бэй ши (Вэй шу), а сама информация о царстве носит противоречивый, и возможно, компиляционный характер, зачастую ставя вопрос о информационной логике и достоверности сведений.